# Teorie stacionárního vesmíru
Teorie stacionárního vesmíru (či teorie statického vesmíru) je kosmologická teorie, která považuje vesmír na velkých škálách za neměnný, tedy že se vesmír ve svém celku zásadně nemění, nevyvíjí. Tato teorie byla v průběhu 20. století postupně opouštěna ve prospěch teorie rozpínání vesmíru a teorie velkého třesku. Nicméně jistí autoři upozorňují na nesrovnalosti pozorování s rozpínáním vesmíru. Jisté varianty statického vesmíru i nadále procházejí testy jako možné.

## Obecná relativita
Obecná teorie relativity, publikovaná Albertem Einsteinem roku 1915 a potvrzená roku 1919 pozorováním, znamenala revoluci v pohledu lidstva na vesmír jako jeden univerzální prostor, ve kterém probíhají události v jednom univerzálním čase. Nadále se však vycházelo z teorie stacionárního vesmíru. Protože by však působením vlastní gravitace dle obecné relativity vesmír kolaboval, přidal Einstein roku 1917 do svých rovnic tzv. kosmologickou konstantu, která vyrovnávala působení gravitace a měla uvést teorii relativity do souladu s představou stacionárního vesmíru.

## Opuštění teorie
Rozvíjení důsledků obecné teorie relativity vedlo ke zpochybňování teorie stacionárního vesmíru. Ruský matematik Alexandr Fridman roku 1922 došel k závěru, že vesmír se musí buď rozpínat nebo smršťovat. Pro další vývoj teorie vesmíru bylo důležité pozorování rudého posuvu galaxií americkým astronomem Vestem Slipherem, které připsal rychlosti, kterou se vzdalují. Na základě tohoto poznatku formuloval Belgičan Georges Lemaître roku 1927 teorii rozpínání vesmíru. Tato teorie pak byla spojována zejména s americkým astronomem Edwinem Hubblem, který na základě dalších pozorování v roce 1929 formuloval vztah rudého posuvu ke vzdálenosti galaxií. Vyskytly se i snahy o jiné vysvětlení rudého posuvu, jako unavené světlo Fritze Zwickyho a nepanovala shoda na představě celkového pojetí vesmíru, tzv. kosmologického modelu.
Teprve v průběhu času převážil vědecký názor o opuštění teorie stacionárního vesmíru na základě přijetí teorie, že vesmír byl na začátku velice hustý a horký a od té doby se rozpíná. Tato tzv. teorie velkého třesku byla na základě Lemaîtrovy hypotézy rozpracována Georgem Gamowem a dalšími vědci, k jejímu přijetí zásadně přispělo pozorovní předpovězeného reliktního záření (Olbersův paradox), publikovaného roku 1965.